# Amerikaanse Maagdeneilanden op de Paralympische Zomerspelen 2016
De Amerikaanse Maagdeneilanden namen in 2016 voor de tweede keer deel aan de Paralympische Zomerspelen. Ze stuurden een deelnemer naar de Spelen, die uitkwam binnen de atletiek. Er werden geen medailles gewonnen.

## Resultaten

### Atletiek
| Paralympiër   | Onderdeel      | Rang | Resultaat             |
| ------------- | -------------- | ---- | --------------------- |
| Ivan Espinosa | 1500 m T37 (m) | 8    | Finale: 8e in 5:07.00 |